# 塞爾維亞科學與藝術學院

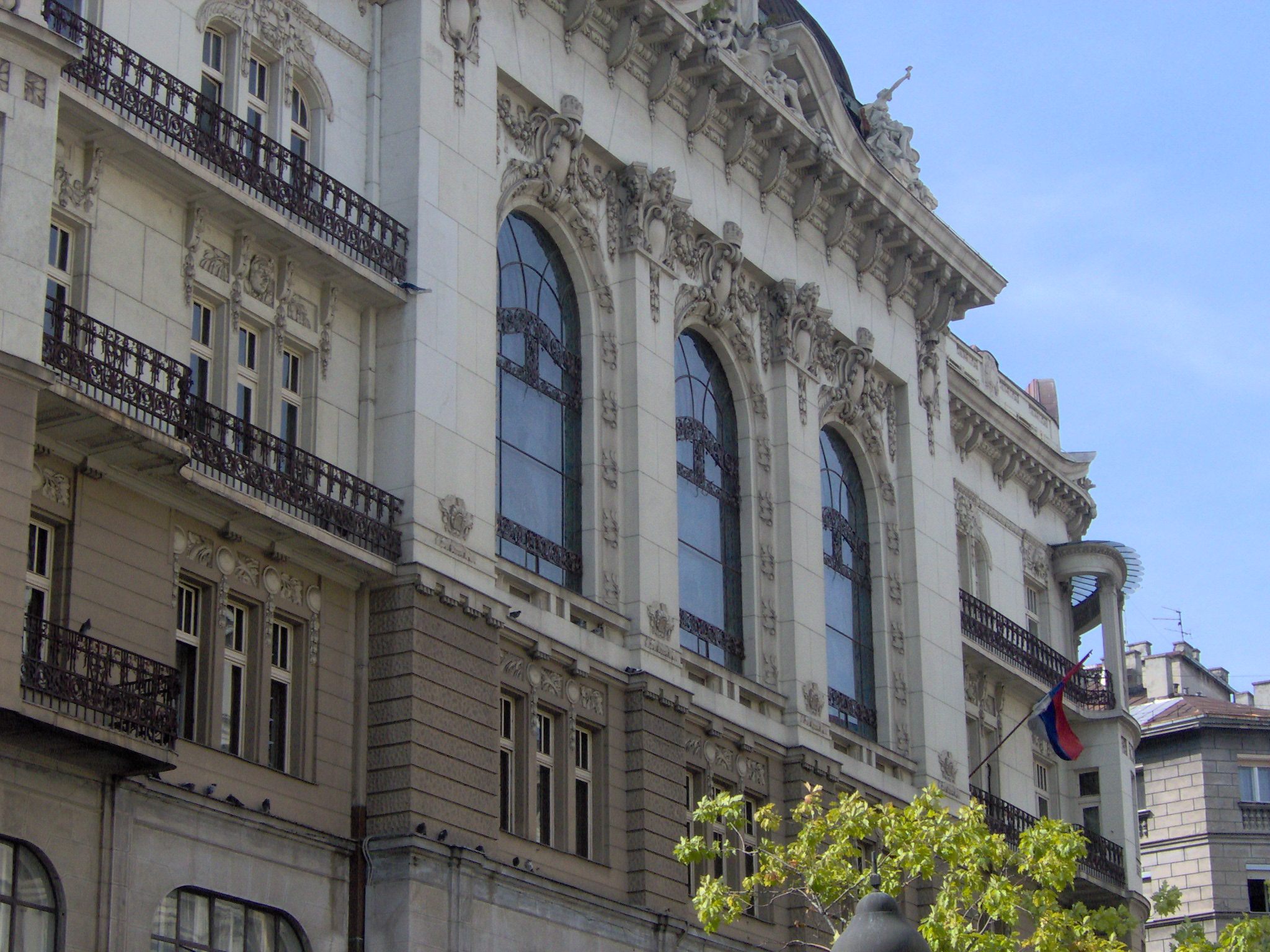
塞爾維亞科學與藝術學院

塞爾維亞科學與藝術學院（羅馬化：Srpska Akademija Nauka i Umetnosti，或）是塞爾維亞最高級別的學術機構。自1886年11月1日成立以來，塞爾維亞科學與藝術學院就是塞爾維亞的最高學術機構。學院最早的會員都是由塞爾維亞國王選出的。塞爾維亞科學與藝術學院所在的建築物修建於1922年，是貝爾格勒的地標建築之一。

## 历史
自1886年11月1日塞尔维亚科学与艺术学院依法成立（作为塞尔维亚皇家学院）以来，它一直是塞尔维亚最高的学术机构。